# حمزة بن عبد المطلب
أبو عُمارةَ حَمْزةُ بنُ عَبدِ المُطَّلِبِ الهاشِمِيُّ القُرَشِيُّ، صحابي من صحابة الرسول محمد، وعمُّه وأخوه من الرضاعة وأحد وزرائه الأربعة عشر. وهو أسنُّ من الرسولِ محمدٍ بسنتين، كما أنه قريبٌ له من جهة أمه، فأمه هي هالة بنت وهيب بن عبد مناف، ابنة عم آمنة بنت وهب بن عبد مناف أمِّ الرسولِ محمدٍ. لُقِّب بسيد الشهداء، وأسد الله وأسد رسوله، ويكنى أبا عمارة، وقيل أبو يعلى. كان حمزة في الجاهلية فتًى شجاعًا كريمًا سمحًا، وكان أشدَّ فتى في قريش وأعزَّهم شكيمة، فقد شهد في الجاهلية حرب الفِجَار التي دارت بين قبيلتي كِنَانَة وقَيْس عَيْلَان.
أسلم حمزة في السنة الثانية أو السّنة السّادسة من بعثة النبي محمد، فلمَّا أسلم علمت قريش أن الرسولَ محمدًا قد عز وامتنع وأن حمزة سيمنعه، فكفّوا عن بعض ما كانوا ينالون منه. ثم هاجر حمزة إلى المدينة المنورة، فآخى الرسولُ بينه وبين زيد بن حارثة. وكان أولُ لواء عقده الرسولُ محمدٌ هو اللواءَ الذي عقده لحمزة، وشهد حمزةُ غزوة بدر، وقَتَلَ فيها شيبة بن ربيعة مبارزةً، وقتل غيرَه كثيرًا من المشركين، كما شهد غزوة أحد، فاستشهد بها سنة 3هـ، وكان قد قَتَلَ من المشركين - قبل أن يُقتل - واحدًا وثلاثين نفسًا، وكان الذي قتله هو وَحْشِيُّ بْنُ حَرْبٍ الحَبَشِيّ غلامُ ‌جُبَيْرِ ‌بْنِ ‌مُطْعِمٍ، ومثَّل به المشركون، وخرج الرسولُ يلتمس حمزة، فوجده ببطن الوادي قد مُثِّل به، فلم يرَ منظرًا كان أوجع لقلبه منه فقال: «رحمةُ اللهِ عليكَ، فقدْ كنتَ ‌وصُولًا ‌لِلرَّحِمِ، فعُولًا لِلخيرَات». ودفن حمزة وابن أخته عبد الله بن جحش في قبر واحد.

## نسبه

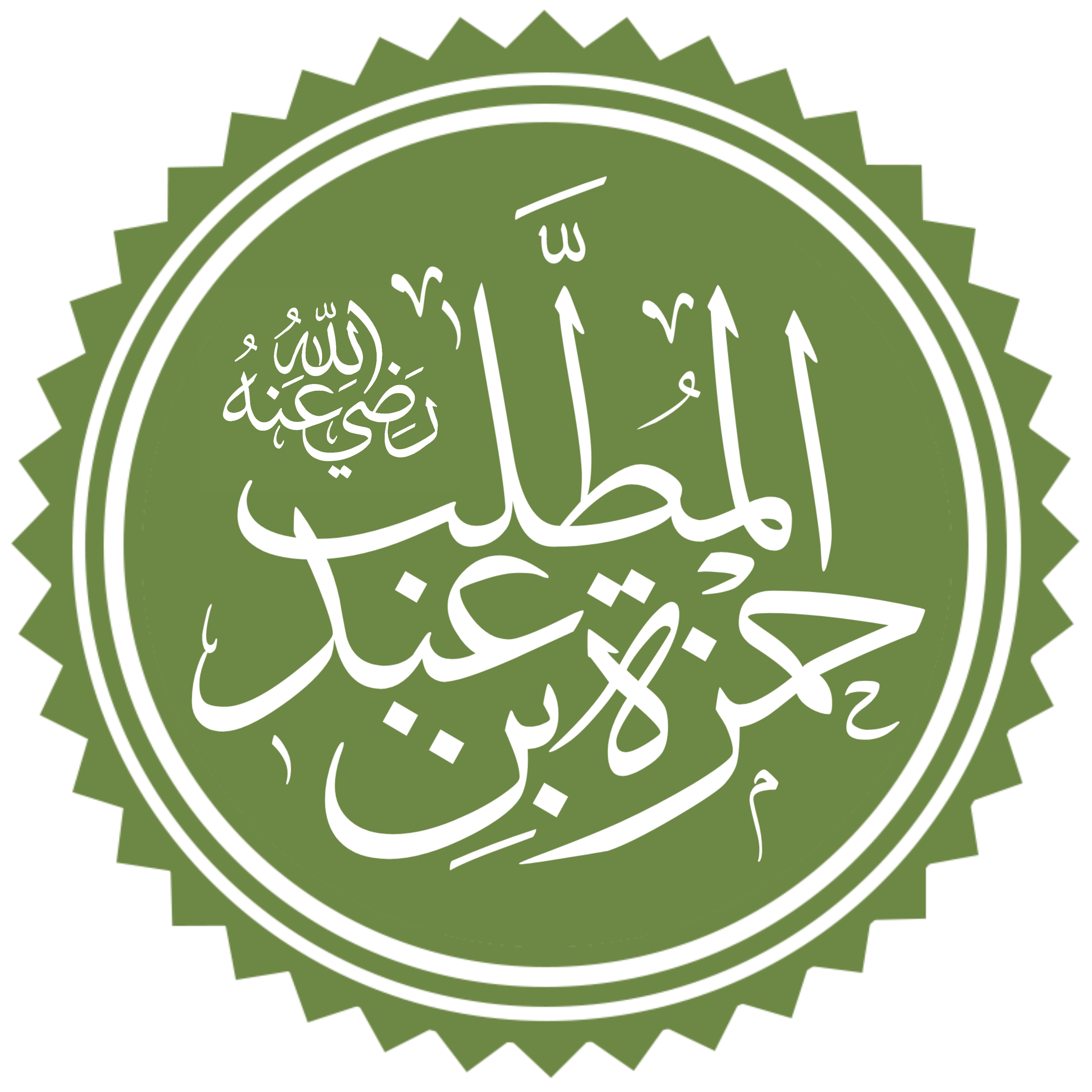
تخطيط اسم حمزة بن عبد المطلب بخط الثلث.

- هو «حَمْزَة بن عبد المُطَّلِب (واسمه شيبة) بن هاشم (واسمه عمرو) بن عبد مناف (واسمه المغيرة) بن قصي (واسمه زيد) بن كلاب بن مرة بن كعب بن لؤي بن غالب بن فهر بن مالك بن النضر (واسمه قيس) وهو قريش بن كنانة بن خزيمة بن مدركة (واسمه عامر) بن إلياس بن مضر بن نزار بن معد بن عدنان». هذا هو المتفق عليه من نسبه، وهو نسب الرسول محمدٍ نفسه تقريبًا، فكلاهما من نسل عبد المُطَّلِب بن هاشم. أما ما فوق مَعَدِّ بن عَدْنَان ففيه اختلاف كثير، غير أنه ثبت أن نسب عدنان ينتهي إلى إسماعيل بن إبراهيم.[6]

وهو شقيق صَفِيَّة بنت عبد المطلب أم الزُّبَيْرِ بْنِ العَوَّام، وهو عم الرسول محمد وأخوه من الرضاعة، أرضعتهما ‌ثُوَيْبَة مولاة أبي لهب، فقد أرضعت حمزة بن عبد المطلب، ثم محمدًا، ثم أَبَا سَلَمَة عبد الله المخزومي القرشي، فكانوا جميعًا إخوةً من الرضاعة. وقيل إنَّ حمزة ارتضع أيضًا من حليمة السعديَّة، فإذا صحَّ ذلك فحمزة أخٌّ للنبيِّ مُحمدٍ من الرضاعة من جهتين، من جهة ثُوَيْبَة، ومن جهة حليمة السعدية. وقال ابن قَيِّم ‌الْجَوْزِيَّة: «فكان حمزة رضيع رسول الله صلى الله عليه وسلم من جهتين: من جهة ثويبة، ومن جهة السعدية».
بينما ينكر ويُشكك بعض علماء الشيعة بإرضاع ثويبة للنبي محمد، ويقول السيّد جعفر مرتضى العاملي: «وعلى كل حال، فإن كل ما تقدم، وسواه، يجعلنا نشك كثيرًا، في أن تكون ثويبة قد أرضعت رسول الله، وحمزة، وأبا سلمة، بلبن ولدها مسروح ليكونوا جميعًا أخوة من الرضاعة.». وكان حمزةُ أسنَّ من الرسولِ محمدٍ بسنتين، وقيل: بأربع سنين.
- أمه: «هالة بنت وهيب بن عبد مناف بن زهرة بن كلاب بن مرة بن كعب بن لؤي بن غالب بن فهر بن مالك بن النضر (واسمه قيس) وهو قريش بن كنانة بن خزيمة بن مدركة (واسمه عامر) بن إلياس بن مضر بن نزار بن معد بن عدنان». وهي ابنة عم آمنة بنت وهب أم الرسول محمد.[13]

## حياته في الجاهلية
تربى حمزة بن عبد المطلب في رعاية والده عبد المطلب بن هاشم الذي كان سيد قريش وبني هاشم، ونشأ مع تِرْبه وابن أخيه عبد الله وأخيه من الرضاعة الرسول محمد بن عبد الله بن عبد المطلب، وعاشا ينهلان من الشمائل والقيم العربية الأصيلة، من بطولة وشجاعة وكرم ونجدة وغيرها، وارتبطت بينهما صداقة متينة ووثيقة العُرا.
كان حمزة في الجاهلية فتًى شجاعًا كريمًا سمحًا، وكان أشدَّ فتيان قريش وأعزَّهم شكيمةً، فقد شهد حرب الفِجَار التي وقعت بعد عام الفيل بعشرين سنة، وقد دارت بين قبيلة كِنَانَة التي منها قريش، وبين قبيلة قَيْس عَيْلَان، وكانت حربُ الفِجَار أولَ تدريب عملي لحمزة بن عبد المطلب، حيث مارس التدريب على استعمال السلاح، وتحمل أعباء القتال ومشقات الحروب.
ويقال أن حمزة بن عبد المطلب هو الذي خطب لابن أخيه محمد خديجة بنت خويلد، فقد رُوي أن خديجة بعثت إلى الرسول محمد فقالت له: «إني قد رغبت فيك لقرابتك مني، وشرفك في قومك، وأمانتك عندهم، وحسن خلقك، وصدق حديثك»، ثم عرضت عليه نفسها، وكانت أوسط نساء قريش نسبًا، وأعظمهن شرفًا، وأكثرهن مالًا. فلما قالت للرسول محمد ما قالت ذكر ذلك لأعمامه، فخرج معه عمُّه حمزة بن عبد المطلب حتى دخل على خويلد بن أسد، فخطبها إليه فتزوجها الرسولُ محمدٌ، وقيل إن حمزة خطبها من عمها أسد بن أسد، وقيل إن الذي زوجها من النبي محمد هو عمها عمرو بن أسد، وقيل إن أبا طالب هو الذي ذهب لخطبة خديجة، وقد ولدت خديجة للنبي مُحمدٍ: القاسم، وزينب، ورقية، وأم كلثوم، وفاطمة الزهراء، وعبد الله. وكان عُمْرُ الرسول حين تزوج خديجة خمسًا وعشرين سنة، وقيل إحدى وعشرون سنة، وكان عمر خديجة حينئذ أربعين سنة، وقيل ثمان وعشرون سنة، وقيل غير ذلك.

## إسلامه

جبل الصفا في مكة، حيث اعترض أبو جهل الرسولَ محمدًا وآذاه، فكان ذلك سببَ إسلام حمزة

أَسْلم حمزة بن عبد المطّلب في السّنة الثّانية من بعثة النبي محمد، وقيل: بعد دخول النبي دارَ الأرْقم في السّنة السّادسة من مَبْعَثه. وكان سببُ إسلامه أن أبا جهل عَمرًا بن هشام المخزومي القرشي اعترض الرسولَ محمدًا عند جبل الصفا، فآذاه وشتمه ونال منه ما يكره من العيب لدينه والتضعيف له، فلم يكلمه الرسولُ محمدٌ، ومولاةٌ لعبد الله بن جدعان التيمي القرشي في مسكن لها فوق الصفا تسمع ذلك، ثم انصرف عنه، فعمد إلى نادٍ لقريش عند الكعبة فجلس معهم. ولم يلبث حمزة بن عبد المطلب أن أقبل متوشحًا قوسه، راجعًا من قنص له، وكان إذا فعل ذلك لا يمر على نادٍ من قريش إلا وقف وسلم وتحدث معهم، وكان أعزَّ قريش وأشدَّها شكيمةً، وكان يومئذ مشركًا على دين قومه، فلما مر بالمولاة، وقد قام الرسولُ محمدٌ فرجع إلى بيته، قالت له: «يا أبا عمارة، لو رأيت ما لقي ابنَ أخيك من أبي الحكم آنفًا، وجده ههنا فآذاه وشتمه وبلغ منه ما يكره، ثم انصرف عنه ولم يكلمه محمدٌ»، فاحتمل حمزةَ الغضبُ، فخرج سريعًا لا يقف على أحد كما كان يصنع يريد الطواف بالبيت، مُعِدًّا لأبي جهل إذا لقِيَه أن يقع به، فلما دخل المسجد نظر إليه جالسًا في القوم، فأقبل نحوه، حتى إذا قام على رأسه رفع القوس فضربه بها فشجَّه شجةً منكرةً، ثم قال: «أتشتمه وأنا على دينه أقول ما يقول؟ فرُدَّ ذلك علي إن استطعت»، وقامت رجال من قريش من بني مخزوم إلى حمزة لينصروا أبا جهل منه، فقالوا: «ما تراك يا حمزة إلا قد صبأت»، فقال حمزة: «وما يمنعني منه وقد استبان لي منه ذلك، وأنا أشهد أنه رسولُ الله، وأن الذي يقول حق، فوالله لا أنزع، فامنعوني إن كنتم صادقين»، فقال أبو جهل: «دعوا أبا عمارة، فإني والله لقد سببت ابن أخيه سبًّا قبيحًا»، وبقي حمزة على إسلامه وعلى ما بايع عليه الرسولَ محمدًا من قوله، فلما أسلم حمزة عرفت قريش أن الرسولَ محمدًا قد عز وامتنع، وأن حمزة سيمنعه، فكفّوا عن بعض ما كانوا ينالون منه.
ثم رجع حمزة إلى بيته، فأتاه الشيطان فقال: «أنت سيد قريش، اتبعت هذا الصابئ وتركت دين آبائك، لَلموتُ كان خيرًا لك مما صنعت»، فأقبل على حمزة بثُّه فقال: «ما صنعتُ اللهم إن كان رشدًا فاجعل تصديقه في قلبي، وإلا فاجعل لي مما وقعتُ فيه مخرجًا»، فبات بليلة لم يبت بمثلها من وسوسة الشيطان وتزيينه حتى أصبح، فغدا على الرسولِ محمدٍ فقال: «يا ابن أخي، إني قد وقعت في أمر لا أعرف المخرج منه، وإقامة مثلي على ما لا أدري ما هو، أرشد هو أم غي شديد؟ فحدثني حديثًا فقد اشتهيت يا ابن أخي أن تحدثني»، فأقبل الرسولُ محمدٌ فذكّره ووعّظه وخوّفه وبشّره، فألقى الله تعالى في نفسه الإيمان بما قال الرسولُ محمدٌ، فقال: «أشهد أنك الصادقُ، شهادة الصدق، فأظهر يا ابن أخي دينَك، فوالله ما أُحبُّ أنَّ لي ما أظلته السماءُ وأني على ديني الأول».
ورُوي عن حمزة بن عبد المطلب أنه قال:
وسر أبو طالب بإسلامه وأنشأ يقول:
وبعد إسلام حمزة قويت شوكة المسلمين، وأخذ حمزةُ يُعلن دينه في كل مكان، ويتحدى أبطال قريش، ومنهم عمر بن الخطاب، حيث إن عمر بن الخطاب لما أراد أن يسلم قال لخباب بن الأرت: «فدلني يا خباب على محمد حتى آتيه فأسلم»، فقال له خباب: «هو في بيت عند الصفا، معه فيه نفر من أصحابه»، فأخذ عمر سيفه فتوشحه، ثم عمد إلى الرسولِ محمدٍ وأصحابه، فضرب عليهم الباب، فلما سمعوا صوته قام رجل من أصحاب الرسولِ، فنظر من خلل الباب فرآه متوشحًا السيف، فرجع إلى الرسولِ محمدٍ وهو فَزِع، فقال: «يا رسول الله، هذا عمر بن الخطاب متوشحاً السيف»، فقال حمزة بن عبد المطلب: «فأذن له، فإن كان جاء يريد خيراً بذلناه له، وإن كان جاء يريد شراً قتلناه بسيفه»، فقال الرسولُ محمدٌ: «ائذن له»، فأذن له الرجل، ونهض إليه الرسولُ محمدٌ حتى لقيه في الحجرة، فأخذ حجزته (موضع شد الإزار) أو بمجمع ردائه، ثم جبذه به جبذةً شديدةً، وقال: «ما جاء بك يا ابن الخطاب؟ فوالله ما أرى أن تنتهي حتى ينزل الله بك قارعة»، فقال عمر: «يا رسول الله، جئتك لأومن بالله وبرسوله، وبما جاء من عند الله»، فكبَّر الرسولُ محمدٌ تكبيرةً عَرف أهل البيت من أصحاب الرسولِ أن عمر قد أسلم، فتفرق أصحاب الرسولِ من مكانهم، وقد عزوا في أنفسهم حين أسلم عمر مع إسلام حمزة، وعرفوا أنهما سيمنعان الرسولَ محمدًا، وينتصفون بهما من عدوهم. وهذه القصة تدل على شجاعة حمزة، فقد كان عمر مشهورًا بالشدة والبطش، وبعد إسلام عمر خرج المسلمون إلى شوارع مكة جهرةً، وكانوا بصفَّين: أحدهما يتقدمه عمر، والثاني حمزة، فبإسلامهما عز الإسلامُ والمسلمون.
ولما أسلم حمزة بن عبد المطلب، قالت قريش بعضها لبعض: «إن حمزة وعمر قد أسلما، وقد فشا أمرُ محمد في قبائل قريش كلها، فانطلقوا بنا إلى أبي طالب، فليأخذ لنا على ابن أخيه وليعطه منا، والله ما نأمن أن يبتزونا أمرنا»، ويدل ذلك على خوف المشركين من إسلام حمزة وعمر، وقلقهم أن ينتشر الإسلام بين قبائل قريش كلها بإسلامهم.

## هجرته
لما ازداد أذى قريش على المسلمين، ولم يَسلم من أذاهم الأقوياءُ ولا الضعفاءُ، أذن لهم الرسولُ محمدٌ بالهجرة إلى المدينة المنورة، فهاجروا إليها أرسالًا ووحدانًا، وهاجر حمزة مع من هاجر من المسلمين إليها قبيل هجرة الرسولِ محمدٍ بوقت قصير، وجاء في كتاب «صحابيات حول الرسول» أن صفية بنت عبد المطلب «هاجرت مع أخيها حمزة وابنها الزبير بن العوام»، ونزل حمزة بن عبد المطلب، وزيد بن حارثة الكلبي، وأبو مرثد كناز بن حصن الغنوي (ويُقال ابن حصين)، وابنه مرثد، وهما حليفا حمزة بن عبد المطلب، وأنسة وأبو كبشة، وهما موليا الرسول محمد، نزلوا على كلثوم بن هدم أخي بني عمرو بن عوف من الخزرج بقباء، ويقال: بل نزلوا على سعد بن خيثمة، ويقال: بل نزل حمزة بن عبد المطلب على أسعد بن زرارة النجاري الخزرجي، كل ذلك يُقال.
وبعد هجرة الرسولِ محمدٍ إلى المدينة المنورة، آخى بين أصحابه من المهاجرين والأنصار، وقال: «تآخوا في الله أخوين أخوين»، ثم أخذ بيد علي بن أبي طالب، فقال: «هذا أخي»، فكان الرسولُ محمدٌ وعلي بن أبي طالب أخوين، وكان حمزة بن عبد المطلب وزيد بن حارثة الكلبي مولى الرسولِ محمدٍ أخوين، وإليه أوصى حمزةُ يوم أحد حين حضره القتال إن حدث به حادث الموت.

## جهاده

### سرية حمزة إلى سيف البحر
كان أولُ لواء عقده الرسولُ محمدٌ لحمزة بن عبد المطلب، إذ بعثه في سرية إلى سيف البحر من أرض جهينة، وقيل إن أول لواء عقده لعبيدة بن الحارث بن المطلب، قال ابن إسحاق: «فكانت رايةُ عبيدة بن الحارث -فيما بلغني- أولَ راية عقدها رسول الله ﷺ في الإسلام لأحد من المسلمين».
بعث الرسولُ محمدٌ حمزةَ بنَ عبد المطلب إلى سيف البحر من ناحية العيص، في ثلاثين راكبًا من المهاجرين، ليس فيهم من الأنصار أحد، فلقي أبا جهل بنَ هشام بذلك الساحل في ثلاثمئة راكب من أهل مكة، فحجز بينهم مجدي بن عمرو الجهني، وكان موادعًا للفريقين جميعًا، فانصرف بعضُ القوم عن بعض، ولم يكن بينهم قتال، وكان الذي يحمل لواء حمزة أبا مرثد الغنوي.
وقال بعض الرواة: «كانت رايةُ حمزة أولَ راية عقدها رسول الله ﷺ لأحد من المسلمين»، وذلك أنَّ بعْثَه وبعْثَ عبيدة كانا معًا، فشُبِّه ذلك على الناس، وقد زعموا أن حمزة قد قال في ذلك شعرًا يذكر فيه أن رايتَه أولُ راية عقدها الرسول محمد، وقال ابن هشام: «وأكثر أهل العلم بالشعر يُنكر هذا الشعر لحمزة رضيَ الله عنه». وأما هذا الشعر الذي يُنسب لحمزة فهو هذه الأبيات:
فأجابه أبو جهل بأبيات من الشعر قال فيها ابن هشام: «وأكثر أهل العلم بالشعر يُنكر هذا الشعر لأبي جهل»، وأما هذا الشعر الذي يُنسب لأبي جهل فهو هذه الأبيات:

### جهاده في غزوة بدر

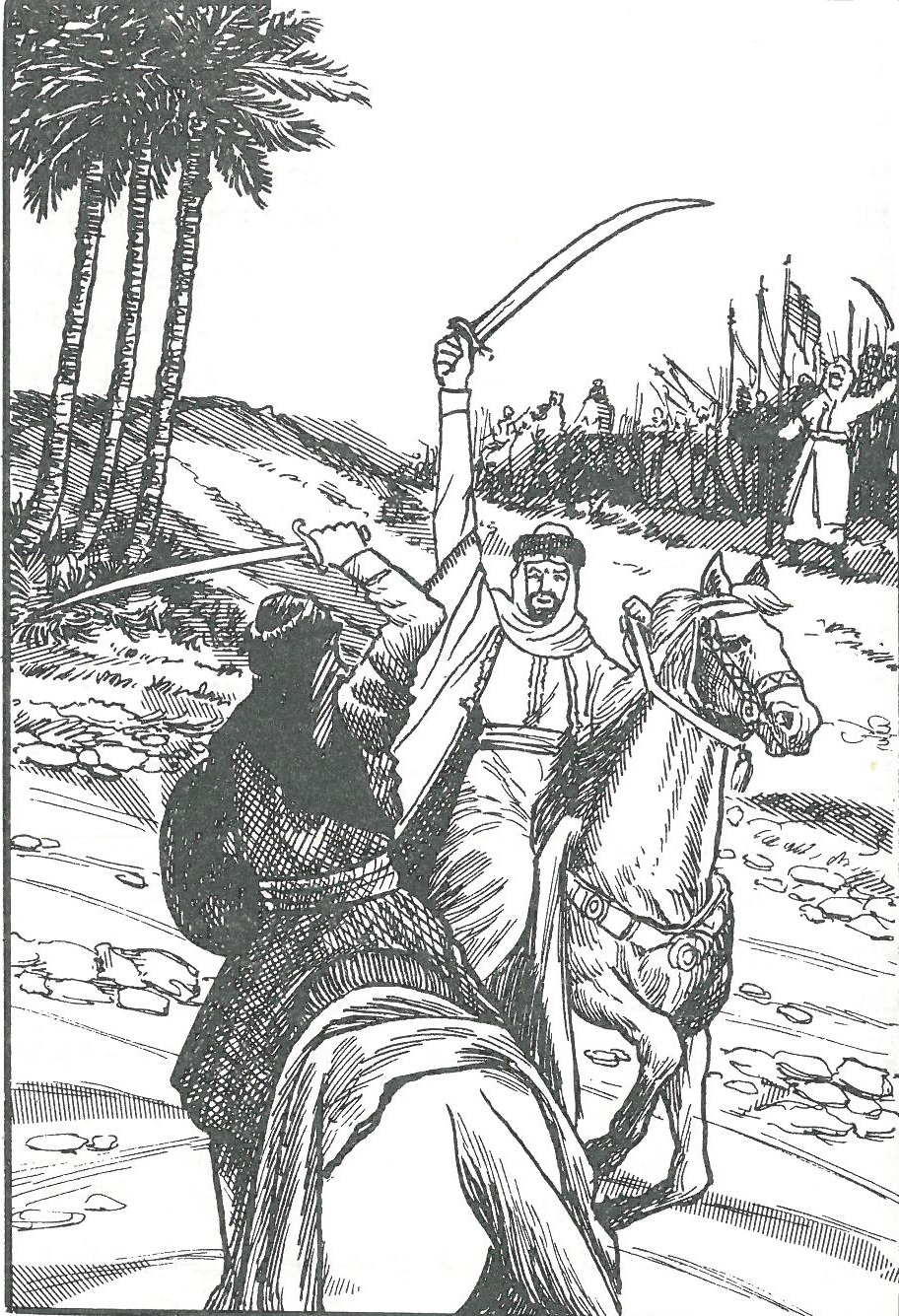
رسم تخيُلي لِحمزة وهو يُقاتل شيبة بن ربيعة العبشمي.

شهد حمزة بن عبد المطلب بدرًا، وأبلى فيها بلاءً عظيمًا مشهورًا، وكان حمزة بن عبد المطلب هو الذي ابتدأ قتال المشركين في غزوة بدر، فقد خرج رجل من جيش قريش هو الأسود بن عبد الأسد المخزومي القرشي فقال: «أعاهد الله لأشربن من حوضهم، أو لأهدمنه، أو لأموتن دونه»، فلما خرج، خرج إليه حمزة بن عبد المطلب، فلما التقيا ضربه حمزة فأطن قدمه بنصف ساقه وهو دون الحوض، فوقع على ظهره تشخب رجله دمًا نحو أصحابه، ثم حبا إلى الحوض حتى اقتحم فيه، يريد أن يبر يمينه، وأتبعه حمزة فضربه حتى قتله في الحوض.
ثم خرج بعده عتبة بن ربيعة، بين أخيه شيبة بن ربيعة وابنه الوليد بن عتبة، حتى إذا فصل من الصف دعا إلى المبارزة، فخرج إليه فتية من الأنصار ثلاثة، وهم: عوف ومعوذ ابنا الحارث -وأمهما عفراء- ورجل آخر يُقال هو عبد الله بن رواحة، فقالوا: «من أنتم؟»، فقالوا: «رهط من الأنصار»، قالوا: «ما لنا بكم من حاجة»، ثم نادى مناديهم: «يا محمد، أخرج إلينا أكفاءَنا عن قومنا»، فقال الرسولُ محمدٌ: «قم يا عبيدة بن الحارث، وقم يا حمزة، وقم يا علي»، فلما قاموا ودنوا منهم، قالوا: «من أنتم؟»، قال عبيدة: «عبيدة»، وقال حمزة: «حمزة»، وقال علي: «علي»، قالوا: «نعم، أكفاء كرام». فبارز عبيدةُ، وكان أسن القوم، عتبةَ بن ربيعة، وبارز حمزة شيبة بن ربيعة، وبارز علي الوليد بن عتبة، فأما حمزة فلم يُمهل شيبة أن قتله، وأما علي فلم يمهل الوليد أن قتله، واختلف عبيدة وعتبة بينهما ضربتين، كلاهما أثبت صاحبه (أي جرحه جراحةً لم يقم معها)، وكرَّ حمزة وعلي بأسيافهما على عتبة فذففا عليه (أي أسرعا قتله)، واحتملا صاحبهما فحازاه إلى أصحابه.
وكان حمزة يُعلَّم في الحرب بريشة نعامة، وقاتل يوم بدر بين يدي الرسول محمد بسيفين، وقد رُوي عن عبد الرحمن بن عوف أنه قال: قال لي أمية بن خلف، وأنا بينه وبين ابنه آخذ بأيديهما (أي وهما أسيران عنده): «يا عبد الإله، من الرجل منكم المعلم بريشة نعامة في صدره؟»، قلت: «ذاك حمزة بن عبد المطلب»، قال: «ذاك الذي فعل بنا الأفاعيل».
وأما الذين رُوي أن حمزة بن عبد المطلب هو من قتلهم في غزوة بدر فهم:
- شيبة بن ربيعة العبشمي القرشي، قتله حمزةُ مبارزةً.[13]
- عتبة بن ربيعة العبشمي القرشي، اشترك فيه عبيدة بن الحارث بن المطلب وحمزة وعلي.[52]
- حنظلة بن أبي سفيان بن حرب الأموي القرشي، قتله علي بن أبي طالب حسب مشهور الروايات،[53][54][55][56] وقيل: قتله زيد بن حارثة، ويقال: اشترك فيه حمزة وعلي وزيد.[57][58][59] وذكر البلاذري أن حمزة وعلي قتلاه.[60]
- طعيمة بن عدي النوفلي القرشي، قتله علي بن أبي طالب، ويُقال حمزة بن عبد المطلب.[52]
- زمعة بن الأسود بن المطلب الأسدي القرشي، اشترك فيه حمزة وعلي بن أبي طالب وثابت بن الجذع.[52]
- عقيل بن الأسود بن المطلب الأسدي القرشي، قتله حمزة وعلي، اشتركا فيه.[52]
- أبو قيس بن الوليد بن المغيرة المخزومي القرشي.[61]
- الأسود بن عبد الأسد بن هلال المخزومي القرشي.[62]
- نبيه بن الحجاج بن عامر السهمي القرشي، قتله حمزة بن عبد المطلب وسعد بن أبي وقاص، اشتركا فيه.[63]
- عائذ بن السائب بن عويمر المخزومي القرشي، أُسر ثم افتُدي فمات في الطريق من جراحة جرحه إياها حمزة بن عبد المطلب.[64]

وكان مما قيل من الشعر في يوم بدر، وترادَّ به المسلمون بينهم لِما كان فيه، قول حمزة بن عبد المطلب:

## جهاده في غزوة أحد ووفاته

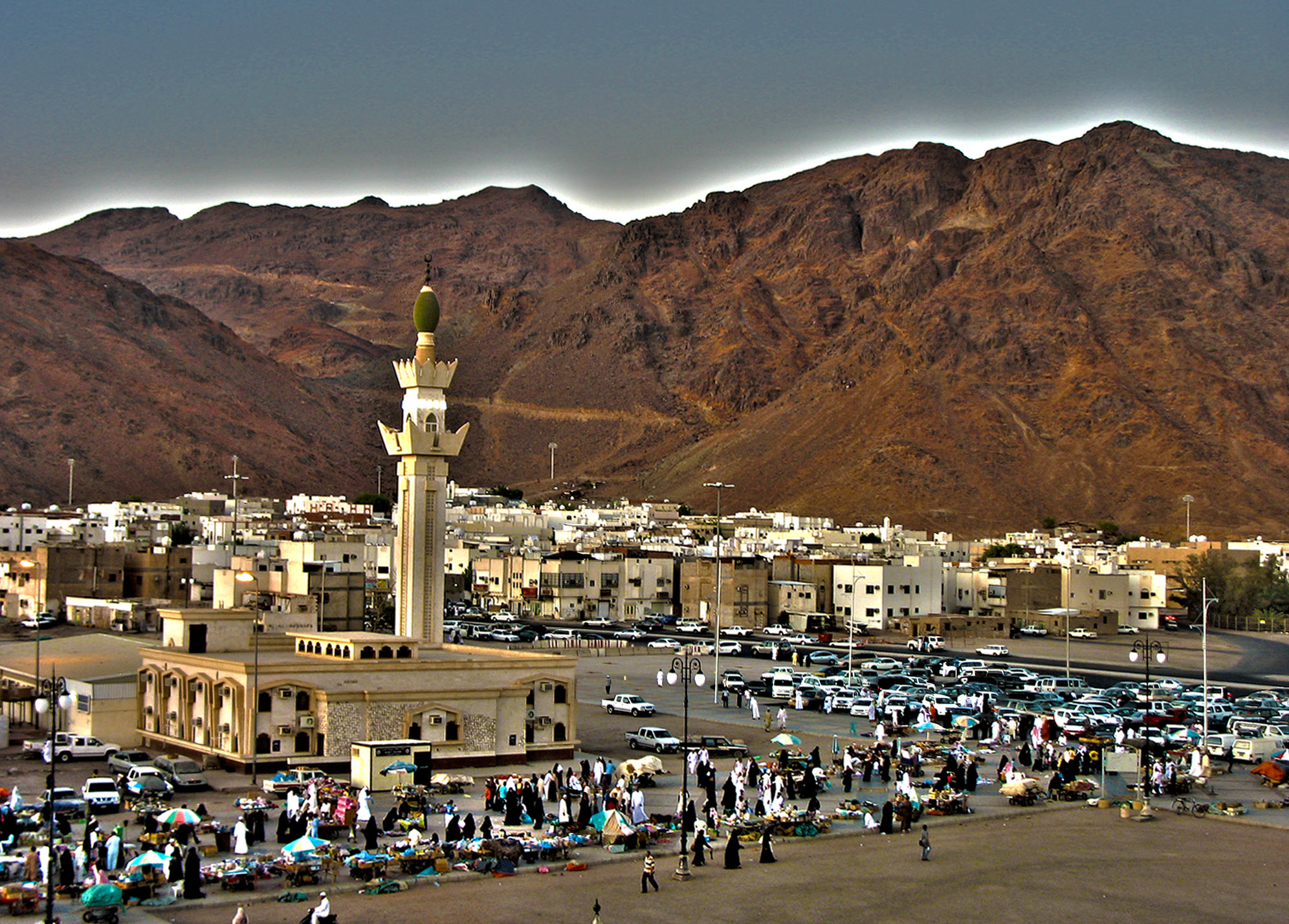
جبل أُحُد، حيث قُتل حمزة بن عبد المطلب في غزوة أحد عام 3هـ

شهد حمزة بن عبد المطلب غزوة أحد، فقُتل بها يوم السبت في النصف من شوال، وكان قَتَلَ من المشركين قبل أن يُقتل واحدًا وثلاثين نفسًا، وقاتل حمزةُ حتى قَتَلَ أرطاة بن عبد شرحبيل بن هاشم بن عبد مناف بن عبد الدار، وكان أحد النفر الذين يحملون اللواء. وكذلك قتل عثمان بن أبي طلحة وهو حامل اللواء وهو يقول:
فحمل عليه حمزة فقتله. ثم مر به سباع بن عبد العزى الغبشاني، وكان يُكنى بأبي نيار، فقال حمزة: «هلم إلي يا ابن مقطعة البظور»، وكانت أمُّه أمُّ أنمارٍ مولاةَ شريق بن عمرو بن وهب الثقفي، وكانت ختانة بمكة، فلما التقيا ضربه حمزة فقتله.
وقد رُوي عن ابن الشياب أنه قال: «كان رسولُ الله ﷺ آخرَ أصحابه يوم الشعب (يعني يوم أحد)، ليس بينه وبين العدو غير حمزة، يقاتل العدو حتى قُتل، وقد قَتَلَ اللهُ بيد حمزة رضيَ الله عنه من الكفار واحداً وثلاثين رجلاً، وكان يدعى أسد الله».
وكان جبير بن مطعم النوفلي القرشي قد دعا غلامًا له حبشيًّا يُقال له وحشي، يقذف بحَرْبَة له قَذْفَ الحبشة، قَلَّما يخطئ بها، فقال له: «اخرج مع الناس، فإن أنت قتلت حمزة عمَّ محمد بعمي طعيمة بن عدي، فأنت عتيق». وكان وحشي كلما مر بهند بنت عتبة أو مرت به تقول: «وَيْهًا أبا دَسَمَة، اشْفِ واشْتَفِ»، أي تحرضه على قتل حمزة بن عبد المطلب.

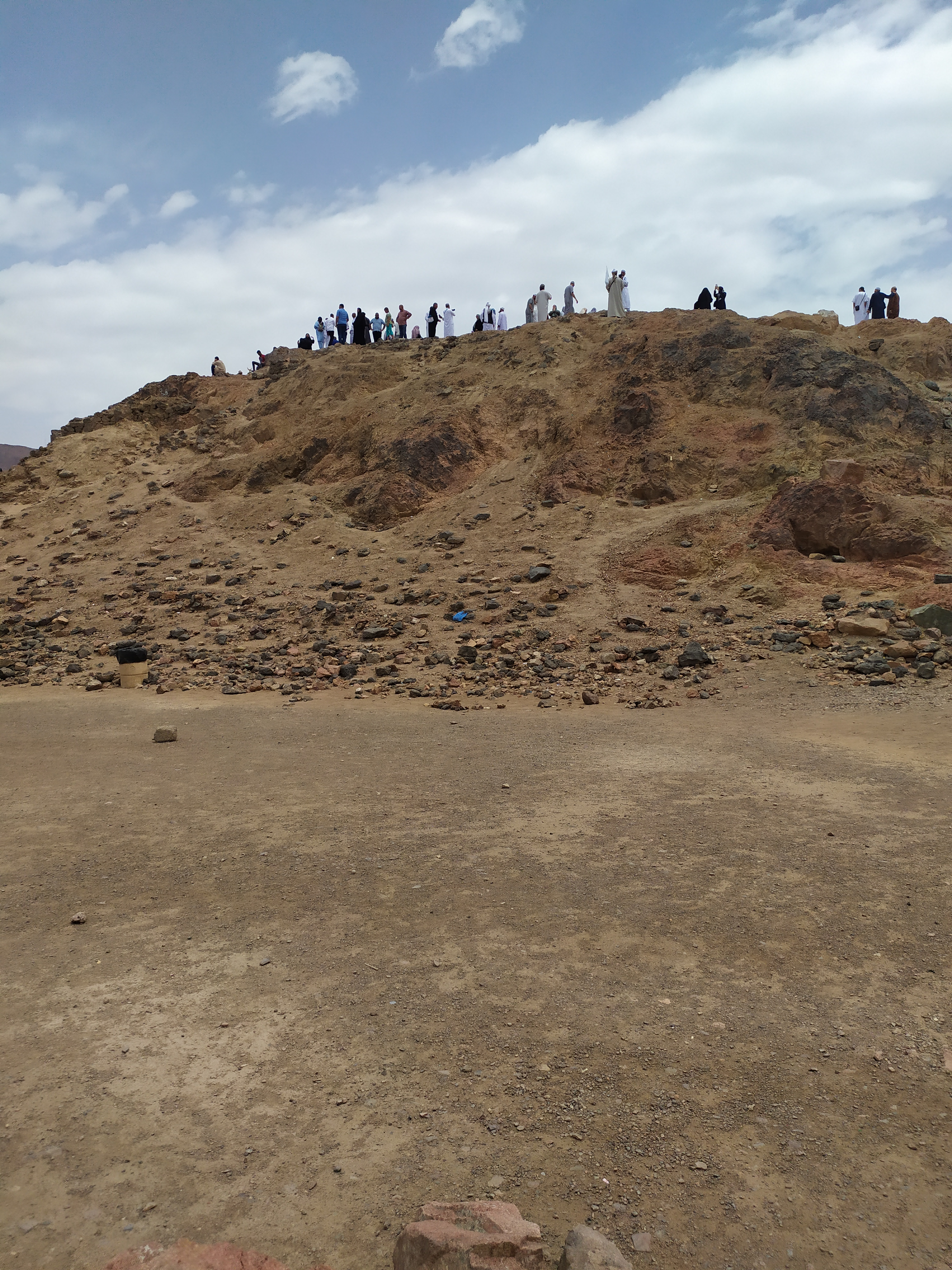
جبل الرماة، معركة أحد

وكان حمزة يقاتل يومئذٍ بسيفين، فقال قائل: «أيّ أسد هو حمزة!»، فبينما هو كذلك إذ عثر عثرة وقع منها على ظهره، فانكشف الدرعُ عن بطنه، فزرقه وحشي الحبشي مولى جبير بن مطعم بحربة فقتله. ومثَّل به المشركون، وبجميع قتلى المسلمين إلا حنظلة بن أبي عامر الراهب الأوسي، فإن أباه كان مع المشركين فتركوه لأجله، وجعلت نساء المشركين (هند بنت عتبة وصواحباتها) يجدعن أُنُفَ المسلمين وآذانَهم ويبقرون بطونَهم، وبقرت هند بطن حمزة فأخرجت كبده، فجعلت تلوكها فلم تسغها فلفظتها، فقال الرسولُ محمدٌ: «لو دخل بطنها لم تمسها النار». وذكر موسى بن عقبة: «أن الذي بقر عن كبد حمزة وحشيٌّ، فحملها إلى هند فلاكتها فلم تستطع أن تسيغها، فالله أعلم».
وكان مقتل حمزة للنصف من شوال من سنة 3هـ، وكان عمره سبعًا وخمسين سنة، على قول من يقول إنه كان أسن من الرسول محمدٍ بسنتين، وقيل: كان عمره تسعًا وخمسين سنة، على قول من يقول إنه كان أسن من الرسولِ محمدٍ بأربع سنين، وقيل: كان عمره أربعًا وخمسين سنة، وهذا يقوله من جعل مقام الرسولِ محمدٍ بمكة بعد الوحي عشر سنين، فيكون للرسول اثنتان وخمسون سنة، ويكون لحمزة أربعٌ وخمسون سنة.

### وحشي يروي قصة قتله حمزة
روي عن وحشي بن حرب أنه حدَّث جعفر بن عمرو بن أمية الضمري الكناني وعبيد الله بن عدي بن الخيار النوفلي القرشي بقصة قتله حمزة بن عبد المطلب، فقال:
| حمزة بن عبد المطلب | ...أما إني سأحدثكما كما حدثت رسول الله ﷺ حين سألني عن ذلك، كنت غلاماً لجبير بن مطعم، وكان عمه طعيمة بن عدي قد أصيب يوم بدر، فلما سارت قريش إلى أحد، قال لي جبير: «إن قتلت حمزة عم محمد بعمي فأنت عتيق»، فخرجت مع الناس، وكنت رجلاً حبشياً أقذف بالحربة قذف الحبشة، قلَّما أخطئ بها شيئاً، فلما التقى الناس خرجت انظر حمزة وأتبصره، حتى رأيته في عرض الناس مثل الجمل الأورق، يهدُّ الناس بسيفه هدَّاً، ما يقوم له شيء، فوالله إني لأتهيأ له، أريده وأستتر منه بشجرة أو حجر ليدنو مني إذ تقدمني إليه سباع بن عبد العزى، فلما رآه حمزة قال له: «هلم إلي يا ابن مقطعة البظور»، فضربه ضربة كأن ما أخطأ رأسه، وهززت حربتي، حتى إذا رضيت منها، دفعتها عليه، فوقعت في ثنته، حتى خرجت من بين رجليه، وذهب لينوء نحوي، فغُلب، وتركته وإياها حتى مات، ثم أتيته فأخذت حربتي، ثم رجعت إلى العسكر، فقعدت فيه، ولم يكن لي بغيره حاجة، وإنما قتلته لأعتق. فلما قدمت مكة أعتقت، ثم أقمت حتى إذا افتتح رسول الله ﷺ مكة هربت إلى الطائف، فمكثت بها، فلما خرج وفد الطائف إلى رسول الله ﷺ ليُسلِموا تعيت علي المذاهب، فقلت: «ألحق بالشأم، أو اليمن، أو ببعض البلاد»، فوالله إني لفي ذلك من همي، إذ قال لي رجل: «ويحك! إنه والله ما يقتل أحداً من الناس دخل في دينه، وتشهَّد شهادتَه»، فلما قال لي ذلك، خرجت حتى قدمت على رسول الله ﷺ المدينة، فلم يرعه إلا بي قائماً على رأسه أتشهد بشهادة الحق، فلما رآني قال: «أوحشي؟»، قلت: «نعم يا رسول الله»، قال: «اقعد فحدثني كيف قتلت حمزة»، فحدثته كما حدثتكما، فلما فرغت من حديثي قال: «ويحك! غيب عني وجهك، فلا أرينك»، فكنت أتنكب رسول الله ﷺ حيث كان لئلا يراني، حتى قبضه الله ﷺ. فلما خرج المسلمون إلى مسيلمة الكذاب صاحب اليمامة خرجت معهم، وأخذت حربتي التي قتلت بها حمزة، فلما التقى الناس رأيت مسيلمة الكذاب قائما في يده السيف، وما أعرفه، فتهيأت له، وتهيأ له رجل من الأنصار من الناحية الأخرى، كلانا يريده، فهززت حربتي حتى إذا رضيت منها دفعتها عليه، فوقعت فيه، وشد عليه الأنصاري فضربه بالسيف، فربك أعلم أينا قتله، فإن كنت قتلته، فقد قتلت خير الناس بعد رسول الله ﷺ، وقد قتلت شر الناس. | حمزة بن عبد المطلب |

وقال ابن هشام: فبلغني أن وحشيًّا لم يزل يُحَدُّ في الخمر حتى خُلع من الديوان، فكان عمر بن الخطاب يقول: «قد علمت أن الله تعالى لم يكن ليدعَ قاتل حمزة».

### حزن الرسول محمد والمسلمين على مقتل حمزة
وخرج الرسولُ محمدٌ يلتمس حمزة بن عبد المطلب، فوجده ببطن الوادي قد بُقر بطنه عن كبده، ومُثِّل به، فجُدع أنفه وأذناه، فقال حين رأى ما رأى: «لولا أن تحزن صفية، ويكون سنة من بعدي لتركته، حتى يكون في بطون السباع، وحواصل الطير، ولئن أظهرني الله على قريش في موطن من المواطن لأمثلن بثلاثين رجلاً منهم»، فلما رأى المسلمون حزنَ الرسولِ محمد وغيظَه على من فُعل بعمه ما فُعل، قالوا: «والله لئن أظفرنا الله بهم يومًا من الدهر لنمثلن بهم مثلة لم يمثلها أحد من العرب».
وعن ابن عباس أنه قال: «أن الله عز وجل أنزل في ذلك، من قول رسول الله ﷺ، وقول أصحابه: ﴿وَإِنْ عَاقَبْتُمْ فَعَاقِبُوا بِمِثْلِ مَا عُوقِبْتُمْ بِهِ وَلَئِنْ صَبَرْتُمْ لَهُوَ خَيْرٌ لِلصَّابِرِينَ ۝١٢٦ وَاصْبِرْ وَمَا صَبْرُكَ إِلَّا بِاللَّهِ وَلَا تَحْزَنْ عَلَيْهِمْ وَلَا تَكُ فِي ضَيْقٍ مِمَّا يَمْكُرُونَ ۝١٢٧﴾، فعفا رسول الله ﷺ، وصبر ونهى عن المثلة».
ولما وقف الرسولُ محمدٌ على حمزة قال: «لن أصاب بمثلك أبداً، ما وقفت موقفاً قط أغيظ إلي من هذا»، ثم قال: «جاءني جبريل فأخبرني أن حمزة بن عبد المطلب مكتوب في أهل السموات السبع: حمزة بن عبد المطلب، أسد الله وأسد رسوله». وقال أبو هريرة: «وقف رسول الله ﷺ على حمزة وقد مُثِّل به، فلم يرَ منظراً كان أوجع لقلبه منه فقال: «رحمك الله، أي عم، فلقد كنت وصولاً للرحم فعولاً للخيرات»». وقال جابر: «لما رأى رسول الله ﷺ حمزة قتيلاً بكى، فلما رأى ما مُثِّل به شهق، وقال: «لولا أن تجد صفية لتركته حتى يحشر من بطون الطير والسباع»»، وصفية هي أخت حمزة وهي أم الزبير بن العوام. وروى محمد بن عقيل عن جابر أنه قال: «لما سمع النبي ﷺ ما فُعل بحمزة شهق، فلما رأى ما فُعل به صعق».
وأقبلت صفية بنت عبد المطلب لتنظر إليه، وكان أخاها لأبيها وأمها، فقال الرسولُ محمدٌ لابنها الزبير بن العوام: «القها فأرجعها، لا ترى ما بأخيها»، فقال لها: «يا أمه، إن رسول الله ﷺ يأمرك أن ترجعي»، قالت: «ولم؟ وقد بلغني أن قد مُثل بأخي، وذلك في الله، فما أرضانا بما كان من ذلك! لأحتسبن ولأصبرن إن شاء الله»، فلما جاء الزبير إلى الرسولِ محمدٍ فأخبره بذلك، قال: «خل سبيلها»، فأتته فنظرت إليه، فصلت عليه واسترجعت واستغفرت له، ثم أمر به الرسولُ محمدٌ فدفن.

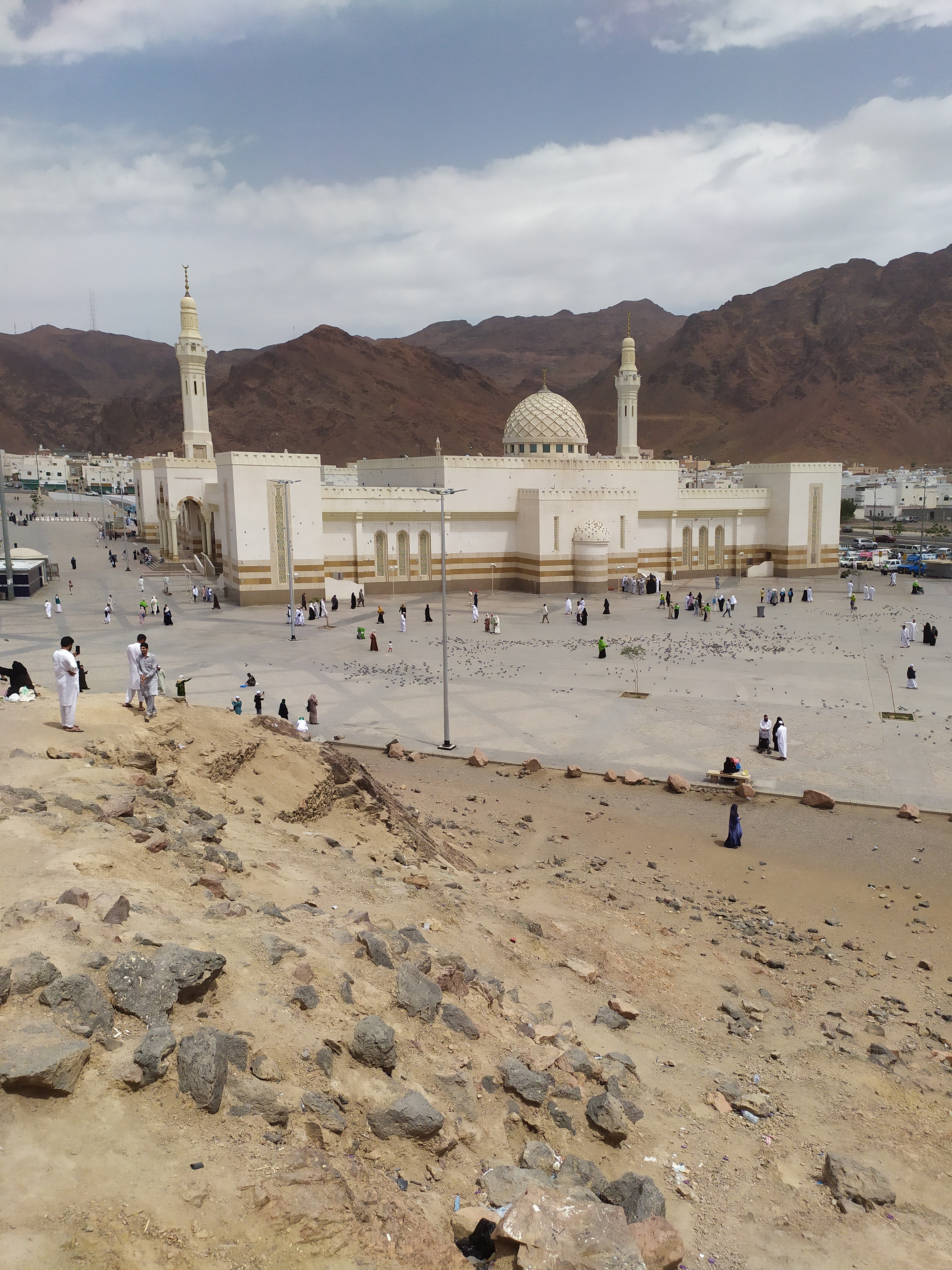
جامع سيد الشهداء في أحد

وعن جابر بن عبد الله قال: «كان النبي ﷺ يجمع بين الرجلين من قتلى أحد في قبر واحد، يقول: «أيهم أكثر أخذاً للقرآن؟»، فإذا أشير إلى أحدهما قدمه في اللحد، وقال: «أنا شهيد على هؤلاء يوم القيامة»، وأمر بدفنهم في دمائهم، فلم يُغسلوا، ودفن حمزة وابن أخته عبد الله بن جحش الأسدي في قبر واحد، وكُفّن حمزةُ في نمرة، فكان إذا تُركت على رأسه بدت رجلاه، وإذا غطى بها رجلاه بدا رأسُه، فجُعلت على رأسه، وجُعل على رجليه شيء من الإذخر». وروى يونس بن بكير عن ابن إسحاق أنه قال: «كان ناس من المسلمين قد احتملوا قتلاهم إلى المدينة ليدفنوهم بها، فنهى رسول الله ﷺ عن ذلك، وقال: «ادفنوهم حيث صرعوا»».

### الصلاة على حمزة
رُوي عن ابن عباس أنه قال: «أمر رسول الله ﷺ بحمزة فسُجِّي ببردة ثم صلى عليه، فكبر سبع تكبيرات، ثم أتى بالقتلى يوضعون إلى حمزة، فصلى عليهم وعليه معهم حتى صلى عليه ثنتين وسبعين صلاة»، ورُوي عن أنس بن مالك أنه قال: «كان النبي ﷺ إذا كبَّر على جنازة كبَّر عليها أربعاً، وأنه كبَّر على حمزة سبعين تكبيرة»، وقال أبو أحمد العسكري: «وكان حمزة أولَ شهيد صلَّى عليه رسول الله ﷺ». وعَنْ هِشَامٍ، عَنْ أَبِيهِ: «أَنَّ صَفِيَّةَ ذَهَبَتْ يَوْمَ أُحُدٍ بِثَوْبَيْنِ تُرِيدُ أَنْ يُكَفَّنَ فِيهِمَا حَمْزَةُ بْنُ عَبْدِ الْمُطَّلِبِ، قَالَ: وَأَحَدُ الثَّوْبَيْنِ أَوْسَعُ مِنَ الْآخَرِ، قَالَ: فَوَجَدَتْ إِلَى جَنْبِهِ رَجُلًا مِنَ الْأَنْصَارِ، فَأَقْرَعَتْ بَيْنَهُمَا، فَكَفَّنَتْ الْقَارِعَ أَوْسَعَ الثَّوْبَيْنِ، وَالْآخَرَ فِي الثَّوْبِ الْبَاقِي».
وفي رواية عن أبي سفيان أنه قال: «قد كانت في القوم مثلةٌ، وإن كانت لَعَنْ غَيرِ مَلَأٍ مِنَّا، مَا أَمَرتُ وَلَا نَهَيتُ وَلَا أَحبَبتُ وَلَا كَرِهتُ، ولا ساءني ولا سرني. قال: فنظروا فإذا حمزة قد بُقِرَ بطنُه، وأخذت هند كبدًا فلاكتها فلم تستطع أن تأكلها، فقال رسول الله ﷺ: «أأكلت شيئاً؟»، قالوا: «لا»، قال: «ما كان الله ليدخل شيئًا من حمزة في النار»، قال: فوضع رسول الله ﷺ حمزة فصلى عليه، وجيء برجل من الأنصار فوُضع إلى جنبه فصلى عليه، فرُفع الأنصاري وتُرك حمزة، وجيء بآخر فوضعه إلى جنب حمزة فصلى عليه، ثم رُفع وتُرك حمزةُ، حتى صلى عليه يومئذ سبعين صلاة».

### العودة إلى المدينة ورثاء حمزة
ثم عاد الرسولُ محمدٌ راجعًا إلى المدينة المنورة، فلقيته حمنة بنت جحش الأسدية، فلما لقيت الناس نُعي إليها أخوها عبد الله بن جحش الأسدي، فاسترجعت واستغفرت له، ثم نُعي لها خالها حمزة بن عبد المطلب، فاسترجعت واستغفرت له، ثم نعي لها زوجها مصعب بن عمير العبدري القرشي، فصاحت وولولت، فقال الرسولُ محمدٌ: «إن زوج المرأة منها لبمكان»، لِما رأى من تثبتها عند أخيها وخالها، وصياحها على زوجها.
ومر الرسولُ محمدٌ بدار من دور الأنصار من بني عبد الأشهل وبني ظفر من الأوس، فسمع البكاء والنوائح على قتلاهم، فذرفت عيناه فبكى، ثم قال: «لكن حمزة لا بواكي له»، فلما رجع سعد بن معاذ وأسيد بن حضير إلى دار بني عبد الأشهل أمرا نساءهم أن يتحزمن، ثم يذهبن فيبكين على عم الرسولِ محمدٍ، فلما سمع الرسولُ محمدٌ بكاءهن على حمزة خرج عليهن وهن على باب مسجده يبكين عليه، فقال: «ارجعن يرحمكن الله، فقد آسيتن بأنفسكن»، قال ابن هشام: «ونُهي يومئذ عن النوح». وروي عن أبي عبيدة أن الرسولَ محمدًا لما سمع بكاءهن قال: «رحم الله الأنصار، فإن المواساة منهم ما عتمت لقديمة، مروهن فلينصرفن».
وَقَالَتْ صَفِيّةُ بِنْتُ عَبْدِ الْمُطّلِبِ، تَبْكِي أَخَاهَا حَمْزَةَ بْنَ عَبْدِ الْمُطّلِبِ:
وقال كعب بن مالك السلمي الخزرجي برثاء حمزة هذه الأبيات (وقيل هي لعبد الله بن رواحة الحارثي الخزرجي):
وقال حسان بن ثابت النجاري الخزرجي يبكي حمزة بن عبد المطلب:
وقد رُوي عن سعد بن إبراهيم عن أبيه أن عبد الرحمن بن عوف أُتي بطعام، وكان صائمًا فقال: «قُتل مصعب بن عمير، وهو خير مني، فكُفن في بردته، إن غطي رأسه بدت رجلاه، وإن غطي رجلاه بدا رأسه»، وأراه قال: «وقُتل حمزة وهو خير مني، ثم بُسط لنا من الدنيا ما بُسط»، أو قال: «أُعطينا من الدنيا ما أُعطينا، وقد خشينا أن تكون حسناتُنا عجلت لنا»، ثم جعل يبكي حتى ترك الطعام.

### قبر حمزة

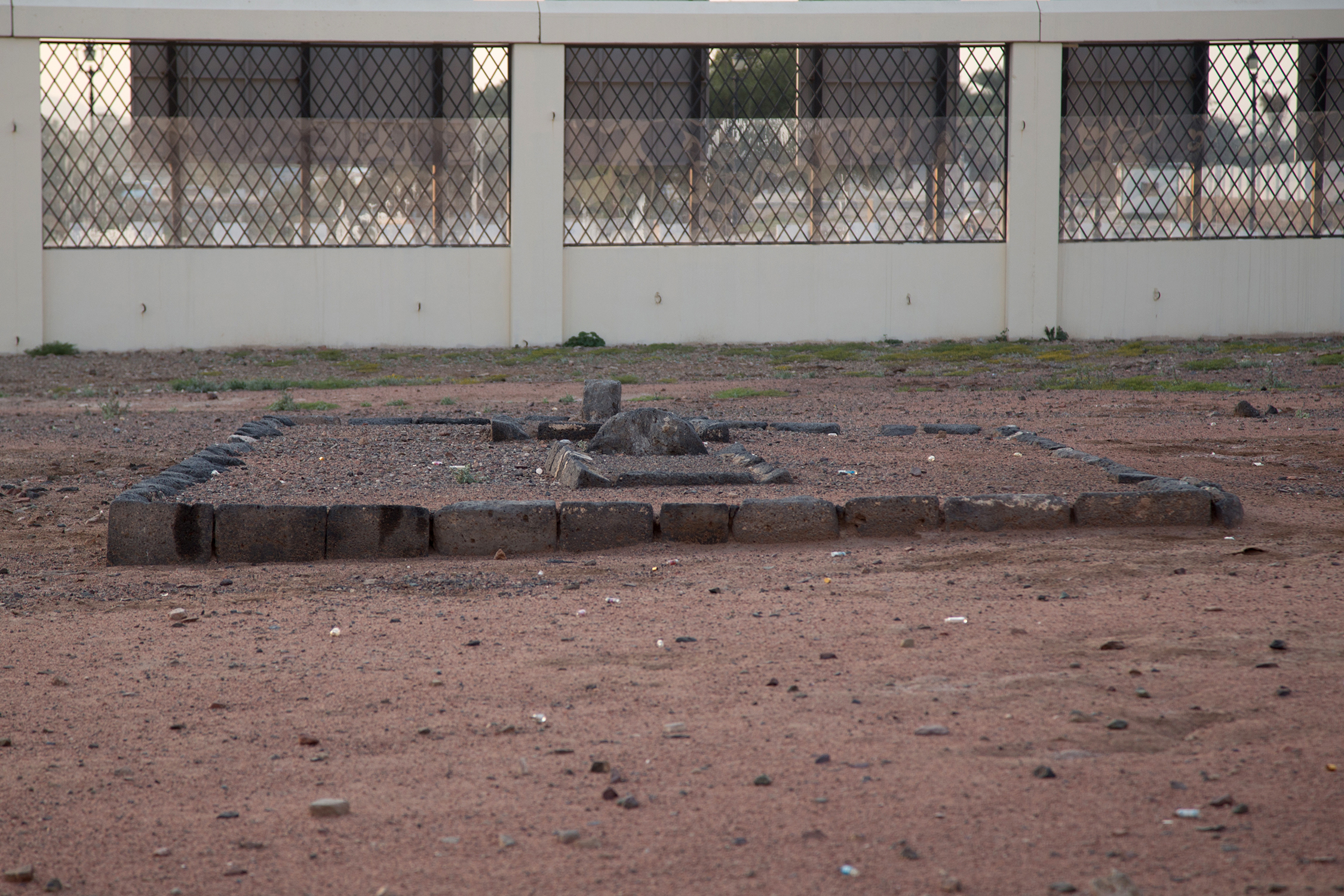
مقبرة شهداء أحد، ويظهر قبر حمزة بن عبد المطلب وبجانبه قبر عبد الله بن جحش.

دفن حمزة وعبد الله بن جحش في قبرًا واحد، وتروي كتب الشيعة أن النبي محمد  قال: «من زارني ولم يزر عمي حمزة فقد جفاني».
وروى ابن شبة النميري وابن سعد أن فاطمة بنت رسول الله  كانت تأتي وتزور قبر حمزةَ فتَرُمّه وتُصلِحُهُ وقد تعلمته بحجر. وذكر الشيخ الطبرسي أن فاطمة الزهراء كانت تستعمل تربة حمزة كمسابيح، فاستعملها الناس، فلما قتل الحسين عدل بالامر إليه فاستعملوا تربته لما فيها من الفضل والمزية. وروى البيهقي في السنن الكبرى أن فاطمة بنت النبي  كانت تزور قبر عمها حمزة كل جمعة فتصلي وتبكي عنده، وروى الحاكم النيسابوري أن فاطمة بنت النبي  كانت تزور قبر عمها حمزة بن عبد المطلب في الأيام فتصلى وتبكي عنده.
وروى الخزاز القمي وعباس القمي عن محمود بن لبيد قال: لما قبض رسول الله  كانت فاطمة  تأتي قبور الشهداء وتأتي قبر حمزة وتبكي هناك، فلما كان في بعض الأيام أتيت قبر حمزة فوجدتها تبكي هناك، فأمهلتها حتى سكنت، فأتيتها وسلمت عليها وقلت: «يا سيدة النسوان قد والله قطعت أنياط قلبي من بكائك»، فقالت: «يا أبا عمر، ويحق لي البكاء فلقد أصبته بخير الآباء رسول الله صلى الله عليه وآله واشوقاه إلى رسول الله»، ثم أنشأت تقول:
وكان على قبر حمزة مسجدًا، وفي سنة 1344 هـ قامت الوهابية بهدم قبر حمزة بالكامل، ومن ثم قامو ببناء مسجدًا بجانب القبر عرف بـمسجد حمزة ومسجد سيد الشهداء.

## زوجاته وذريته

### زوجاته
تزوج حمزة بن عبد المطلب عدة زوجات هنَّ:
1. بنت الملة بن مالك بن عبادة بن حجر بن عوف الأوسية الأنصارية، وهي التي أنجبت لحمزة: يعلى، وعامر، وبكر، وقيل أيضًا إنها أنجبت له فاطمة.[15]
2. خولة بنت قيس بن قهد بن قيس بن ثعلبة بن غنم بن مالك النجارية الخزرجية الأنصارية، تكنى أم محمد، وقيل أم حبيبة. وقد قيل إن امرأة حمزة خولة بنت ثامر، وقيل إن ثامرًا لقبٌ لقيس بن قهد، قال علي بن المديني: «خولة بنت قيس هي خولة بنت ثامر». وقد قُتل عنها حمزة يوم أحد، فخلف عليها النعمان بن العجلان الزرقي الخزرجي الأنصاري.[109] وهي التي أنجبت لحمزة: عمارة. وذكر ابن سعد في الطبقات أنها ولدت له يعلى وعمارة وابنتين له لم تدركا.[110]
3. سلمى بنت عميس الشهرانية الخثعمية، أخت أسماء بنت عميس زوج جعفر بن أبي طالب، وهي إحدى الأخوات اللاتي قال فيهن الرسولُ محمدٌ: «الأخوات مؤمنات». وكانت سلمى زوجَ حمزة بن عبد المطلب، ثم خلف عليها بعده شداد بن أسامة بن الهاد الليثي الكناني، فولدت له عبد الله، وعبد الرحمن.[111] وهي التي أنجبت لحمزة: إمامة.

### أبناؤه
1. يعلى بن حمزة بن عبد المطلب، ابنُ عم الرسولِ محمدٍ. قال الزبير: «لم يعقب أحدٌ من بني حمزة بن عبد المطلب إلا يعلى وحده، فإنه ولد له خمسة رجال لصلبه، وماتوا ولم يعقبوا، فلم يبقَ لحمزة عقب».[112]
2. عامر أو عمرو بن حمزة بن عبد المطلب، ودرج وهو صغير.[15] وجاء في كتاب الدرة اللطيفة في الأنساب الشريفة عند ذكر أبناء حمزة بن عبد المطلب: «عامر أو عمرو درج».[113]
3. بكر بن حمزة بن عبد المطلب، درج وهو صغير.[114]
4. عمارة بن حمزة بن عبد المطلب، ابنُ عم الرسولِ محمدٍ، وبه كان حمزة يُكنَّى. وقد توفي الرسولُ محمدٌ ولعمارة ويعلى ابني حمزة أعوام.[115]
5. فاطمة بنت حمزة بن عبد المطلب: وتُكنى أم الفضل،[116] جاء في بعض المصادر أن أمها بنت الملة ولها صحبة، ولا عقب لها،[117][118] وروى علي بن أبي طالب قال: أهدي إلى رسول الله  حلة إستبرق، فقال: «اجْعَلْهَا خُمرًا بَيْنَ الْفَوَاطِمِ»، فشققتها أربعة أخمرة: خمارًا لفاطمة بنت رسول الله ، وخمارًا لفاطمة بنت أسد، وخمارًا لفاطمة بنت حمزة، ولم يذكر الرابعة، قال ابن حجر العسقلاني: ولعلها امرأة عقيل.[119]
6. أمامة بنت حمزة بن عبد المطلب، اختُلف في اسمها، فسماها ابْنُ الكَلْبِيِّ أُمامة، وسماها الواقدي عمارة، وحكى ابْنُ السَّكَنِ أنه قيل: إن اسمها فاطمة،[120] وقال البلاذري: «وبعضهم زعم أن اسمها أمة الله وبعضهم يقول أم أبيها وقال بعضهم عمارة والثبت أمامة...».[121] وقد زوّجها رسول الله  من سلمة بن أبي سلمة، فكان النبيّ  يقول: «هل جزيت سلمة؟»، لأن سلمة هو الذي زوج أمه أم سلمة من رسول الله ، وأم إمامة: سلمى بنت عميس.[122][123]
7. أمة الله بنت حمزة بن عبد المطلب: ذكرها ابن حجر العسقلاني في قسم من لهم رؤية[124] وقال: «أَمَة الله بنت حمزة بن عبد المطلب، تكنى أم الفَضْل. قيل: هي أمامة الماضية - يعني: أمامة بنت حمزة بن عبدالمطلب - وقيل أختها؛ فإن كانت غيرها فلعلها ماتت صغيرة، فإني لم أَجد لها ذِكْرًا في كتاب النسب، فذكرتها في هذا القسم.».[125] وقال ابن عبد البر في ترجمة سلمى بنت عميس: «كانت تحت حمزة بن عبد المطّلب رضي الله عنه، فولدت له أمة الله بنت حمزة، ثم خلف عليها بعده شداد بن أُسامة بن الهاد الليثي، فولدت له عبد الله وعبد الرّحمن»،[126] وجاء في موقع إسلام ويب: «فقد كان لحمزة رَضِيَ اللَّهُ عَنْهُ أبناء وبنات عاشوا بعده، وسمي لنا منهم عمارة ويعلى وأمة الله وأمامة.».[127]

كما ذكر ابن قدامة المقدسي في التبيين «أم الفضل بنت حمزة بن عبد المطلب» مع ذكره إمامة وفاطمة، ولم يذكر اسمها فلعل أم الفضل كُنية لإحدى بناته المذكورات سابقًا، قال ابن قدامة: «روى عنها عبد الله بن شداد قال: توفي مولى لنا وترك بنتًا وأختًا، فأتينا رسول الله صلَّى الله عليه وسلَّم، فأعطى البنت النصف، وأعطى الأخت النصف، وروى عنه أنه قال: هلك مولى لبنت حمزة وترك بنتاً ومولاته، فأعطى النبي صلَّى الله عليه وسلَّم ابنته النصف وأعطى الباقي لبنت حمزة، وقال إبراهيم النخعي: ان مولى حمزة مات وترك بنته وبنت حمزة، فأعطى النبي صلَّى الله عليه وسلَّم ابنته النصف، وبنت حمزة ما بقي. والرواية قبل هذا أصح وعليها العمل عند العلم.».

## حمزة في السينما والتلفزيون

مثل عبد الله غيث دور حمزة بن عبد المطلب في فيلم الرسالة عام 1976م، ومثل أنتوني كوين الدور نفسه في النسخة الإنجليزية من الفيلم.

جُسِّدت شخصية حمزة بن عبد المطلب في عدة أعمال بارزة، منها:
- 1976: فيلم الرسالة عن سيرة الإسلام وقام بتجسيد دور حمزة الممثل عبد الله غيث
- 2006: مسلسل خالد بن الوليد عن سيرة خالد بن الوليد وقام بتجسيد دور حمزة الممثل سعد مينه
- 2008: مسلسل قمر بني هاشم عن سيرة النبي محمد وقام بتجسيد دور حمزة الممثل رشيد عساف
- 2009: فيلم الخوافي والقوادم في نصرة الإسلام وقام بدور حمزة الممثل باسم ياخور.
- 2009: مسلسل صدق وعده وقام بدور حمزة الممثل عابد فهد.
- 2012: مسلسل عمر عن سيرة الفاروق عمر بن الخطاب وقام بتجسيد دور حمزة الممثل محمد مفتاح
- 2018: فيلم بلال عن سيرة الصحابي بلال بن رباح وقام بأداء صوت شخصية حمزة بن عبد المطلب الممثل أسعد خليفة.